# Helmut Hroß
Helmut Hroß (* 25. Dezember 1930 in Brünn, Tschechoslowakei; † 26. Dezember 2019 in Eichstätt) war ein deutscher Pädagoge und Autor. Hroß war Leiter des Willibald-Gymnasiums in Eichstätt (Bayern) und Ministerialbeauftragter in Regensburg für die Gymnasien in der Oberpfalz.

## Leben
Helmut Hroß war der Sohn des Landgerichtsdirektors Josef Hroß. Er besuchte in Brünn die Volksschule und das deutsche Humanistische Gymnasium bis zu dessen Schließung im Winter 1944/45. Noch vor dem Einmarsch der Roten Armee flüchtete er mit seiner Mutter und den Geschwistern aus Brünn und kam nach der endgültigen Ausweisung im April 1946 nach Bayern. Am Humanistischen Gymnasium in Kempten (Allgäu) legte er 1951 die Reifeprüfung ab und widmete sich daraufhin dem Studium der Klassischen Philologie und der Germanistik an der Universität München und der Universität Freiburg im Breisgau. 1956 legte er in München das wissenschaftliche Staatsexamen ab, zwei Jahre später wurde er mit einer Dissertation über das Thema Die Klagen der verlassenen Heroiden in der lateinischen Literatur zum Dr. phil. promoviert. Nach Ableistung der beiden Referendarjahre und Ablegung der 2. Staatsprüfung (1958) kam er an das Johann-Michael-Sailer-Gymnasium Dillingen, wo er bis zu seiner Berufung nach Eichstätt als Lehrer für Latein, Griechisch und Deutsch sowie als Betreuungslehrer der an der Schule tätigen Referendare wirkte. Ab dem Schuljahr 1971/72 übernahm er die Leitung des Willibald-Gymnasiums Eichstätt. Mit Helmut Hroß wurde zum ersten Mal ein Mann zur Leitung der Schule berufen, der aus einer heimatvertriebenen Familie stammte und daher erst infolge der Kriegs- und Nachkriegsereignisse in Bayern seine neue Heimat gefunden hatte.
Unter der Leitung von Oberstudiendirektor Helmut Hroß (ab 1971 Schulleiter) erfolgte der Neubau des heutigen Willibald-Gymnasiums Eichstätt (Bayern) und der Umzug aus den drei alten Teilgebäuden in den neuen Gebäudekomplex in der Schottenau, Eichstätt.
Helmut Hroß war auch stellvertretender Vorsitzender der Eichstätter Universitätsgesellschaft e.V., d. h. der Gesellschaft der Freunde und Förderer der Katholischen Universität Eichstätt, und ab 1984 Ministerialbeauftragter in Regensburg für die 35 Gymnasien in der Oberpfalz. Er war in Bayern zuständig für die Landes-Schülerwettbewerbe in den Alten Sprachen. Hroß war Mitbegründer der 1971 ins Leben gerufenen Vereinigung der Freunde des Willibald-Gymnasiums Eichstätt und ein Jahrzehnt deren 2. Vorsitzender.
Einige kommentierte Textausgaben, in bekannten Verlagen erschienen, und zahlreiche Publikationen zur Geschichte des Humanismus, zur Gymnasialpädagogik und zu philosophischen oder philologischen Fragen in mehreren Zeitschriften haben ihm in Fachkreisen einen geachteten Namen verschafft.

## Werke
Bücher
- Die Klagen der verlassenen Heroiden in der lateinischen Dichtung. Untersuchungen zur Motivik und zur dichterischen Form [Untersucht wird am Beispiel der Ariadneklage in Catulls 64. Gedicht]. München, Phil. Fakultät, Dissertation v. 16. Mai 1958. (München), 1958.
- Publius Cornelius Tacitus. Historien. Lateinisch-Deutsch. Ed. Joseph Borst unter Mitarbeit von Helmut Hroß. [1.–4. Tsd.]. Heimeran, München 1959. (Tusculum-Bücherei); 5., verbesserte Auflage. Verlag: Artemis & Winkler, 1984, 633 Seiten; 6. Auflage, 2002, überarbeitet von Alfons Städele, ISBN 3-7608-1633-9.
- Lucius Caecilius Firmianus Lactantius: Divinae institutiones. 5. Buch. (Hauptwerk) Hrsg. und erläutert von Helmut Hroß. Kösel, München 1963, Kommentar, 1963, S. 97–128 (Humanitas christiana: Lateinische Reihe; Bd. 2).
- Augustus. Hrsg. von Helmut Borst und Helmut Hroß. Bamberg; Bayerische Verlags-Anstalt, Wiesbaden 1965, 71 S.; 31 S. Anmerkungen (Am Born der Weltliteratur: Reihe B; Heft 25).

Aufsätze (Auswahl)
- Lactantius. Divinae Institutiones. Fünftes Buch. Hrsg. u. erläutert von Helmut Hroß. München 1963, in: Theologie und Glaube (ThGl) 54 (1964), 158 f.
- Ödipus zwischen Fluch und Freiheit. Die Lösung aus mythischer Gebundenheit bei Sophokles. In: Anregung 27. 4/1981, 239–247.